# VBG VT01
De VT 01, ook wel Desiro genoemd, is een tweedelig dieseltreinstel met lagevloerdeel voor het langeafstandpersonenvervoer en regionaal personenvervoer van de Vogtlandbahn (VBG).

## Geschiedenis
De uit RegioSprinter ontwikkelde RegioSprinter 2 werd als Desiro op de markt gezet. De Desiro wordt sinds 1998 geproduceerd en verder ontwikkeld als Desiro Classic. Het treinstel werd zowel met dieselmotor maar ook met elektrische aandrijving geleverd.

## Constructie en techniek
Het treinstel is opgebouwd uit een aluminium frame. Typerend aan dit treinstel is door de toepassing van Scharfenbergkoppeling met het grote voorruit. De treinen werden geleverd als tweedelig dieseltreinstel met mechanische transmissie. De trein heeft een lagevloerdeel. Deze treinen kunnen tot drie stuks gecombineerd rijden. De treinen zijn uitgerust met luchtvering.

### Namen
De treinen van de Vogtlandbahn (VBG) werden voorzien van de volgende namen:
- VT16: "Stadt Regensburg"
- VT17: "Stadt Schwandorf"
- VT22: "Stadt Plauen"
- VT24: "Vogtlandkreis"

## Treindiensten
De treinen wordt door de Vogtlandbahn (VBG) ingezet op de volgende trajecten.
- VB 2: Zwickau (Sachs) Hbf - Reichenbach of Bf - Plauen (Vogtl) of Bf - Weischlitz - Adorf ( - Bad Brambach - Cheb - Mariánské Lázně)
- VB 3: Hof Hbf - Marktredwitz - Wiesau - Altenstadt (Waldnaab) - Weiden - Nabburg - Schwandorf - Regensburg Hbf
- VB 4: Gera Hbf - Greiz - Elsterberg - Plauen unt Bf - Weischlitz (Elstertalbahn)
- VB 5: Hof Hbf - Mehltheuer - Plauen (Vogtl) of Bf - Herlasgrün - Auerbach - Falkenstein - Zwotental - Adorf
- VB 8: Marktredwitz - Schirnding - Cheb
- VX: Plauen (Vogtl) of Bf - Zwickau (Sachs) Hbf - Chemnitz Hbf - Riesa - Berlin Schönefeld Flughafen - Berlin Zoologischer Garten
- RB: (Hof Hbf - ) Schwarzenbach (Saale) - Münchberg - Helmbrechts

In opdracht van DB Regio Oberfranken
- RB: Lichtenfels - Kulmbach - Neuenmarkt-Wirsberg